# دومنیکو مایتا
دومنیکو مایتا (انگلیسی: Domenico Maietta؛ زادهٔ ۳ اوت ۱۹۸۲) بازیکن فوتبال اهل ایتالیا است.
از باشگاه‌هایی که در آن بازی کرده‌است می‌توان به باشگاه فوتبال هلاس ورونا، باشگاه فوتبال پروجا، باشگاه فوتبال مسینا، باشگاه فوتبال یوونتوس، باشگاه فوتبال فروزینونه، باشگاه فوتبال بولونیا، باشگاه فوتبال کروتونه، باشگاه فوتبال تریستیانا، باشگاه فوتبال امپولی، و باشگاه فوتبال آولینو اشاره کرد.